# سالي هنريكس
سالي هنريكس (بالدنماركية: Sally Henriques)‏ هو رسام دنماركي، ولد في 14 نوفمبر 1815 في كوبنهاغن في الدنمارك، وتوفي بنفس المكان في 29 أبريل 1886.